# Kungsladugård
Kungsladugård (literalmente Estábulos Reais) é um bairro tradicional de Gotemburgo, localizado na freguesia administrativa de Majorna-Linné, diretamente a oeste do centro da cidade. 

A parte norte do bairro é constituída por casas do tipo tradicional landshövdingehus, e o sul por casas de família.

A praça Mariaplan é o centro desta área da cidade, e a sua proximidade é dominada pela escola Kungsladugårdsskolan e pela piscina aberta para crianças de Plaskdammen. O quarteirão de Slottsskogskolonin, constituído por casinhas dos tempos livres, é igualmente característico do bairro.

 
Tem cerca de 10 800 habitantes, e uma área de 111 hectares.

## Ruas e praças importantes
- Mariaplan
- Kungsladugårdsgatan
- Älvsborgsgatan

## Património
- Mariaplan

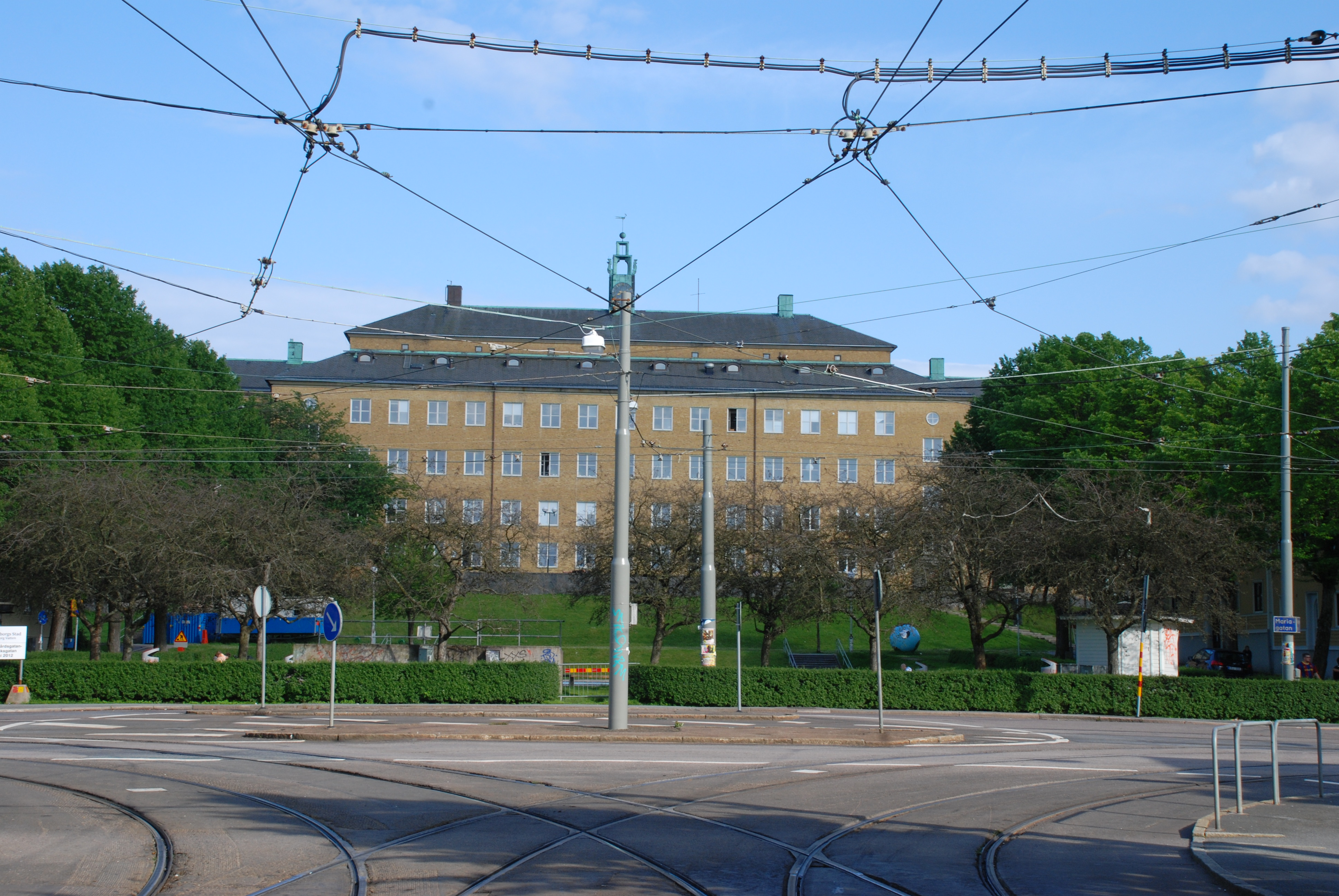
Escola de Kungsladugård (Kungsladugårdsskolan)
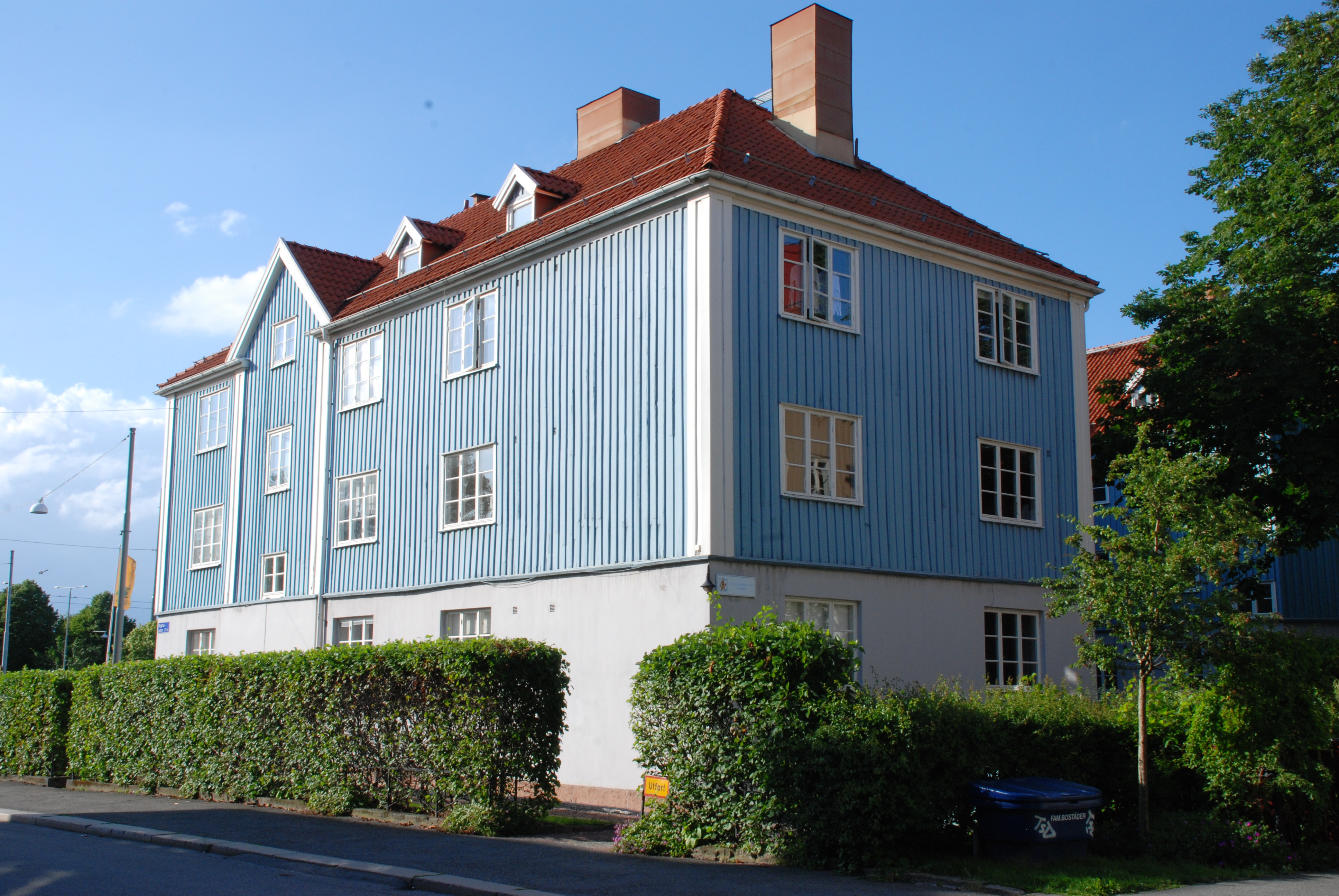
Casa típica em estilo landshövdingehus

- Piscina ao ar livre com pouca profundidade para crianças de pouca idade (Plaskdammen)
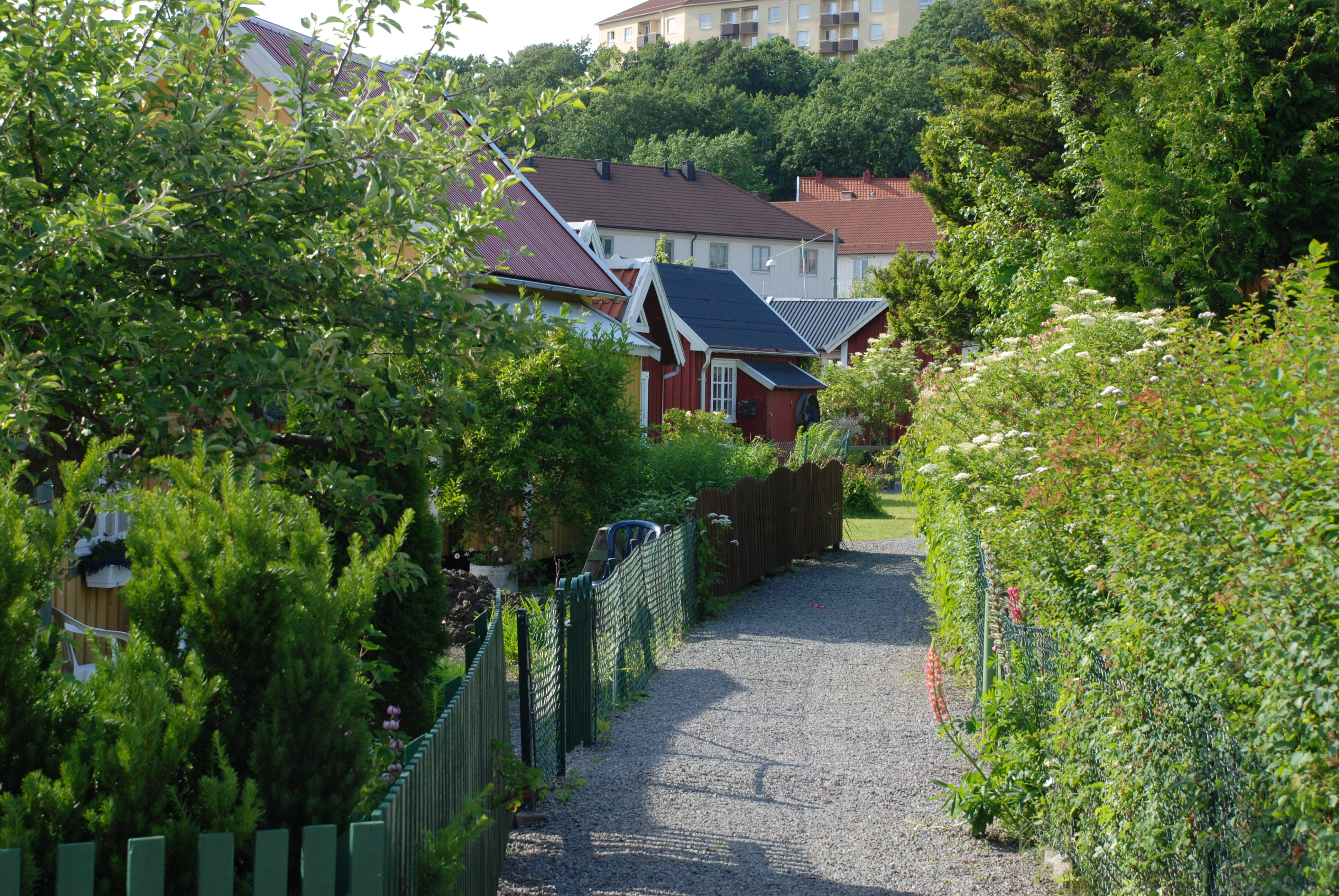
Casinhas dos tempos livres junto à Slottsskogen (Slottskokskolonin)
- Casa Dalheimer (Dalheimers hus) - Centro de atividades, recreação e habitação temporária, adaptado para pessoas com deficiências físicas)

- Escola de Kungsladugård
(Kungsladugårdsskolan)
- Casa típica em estilo landshövdingehus
- Casinhas de tempos livres (kolonistugor) junto à Slottsskogen